# Article 154 de la Constitution belge
L'article 154 de la Constitution belge fait partie du titre III Des pouvoirs. Il protège les magistrats du pouvoir judiciaire en confiant le soin à la loi de fixer leurs traitements.
Il date du 7 février 1831 et était à l'origine — sous l'ancienne numérotation — l'article 102. Il n'a jamais été révisé.

## Texte
« Les traitements des membres de l'ordre judiciaire sont fixés par la loi. »